# Muzeum Obrony Wybrzeża w Helu

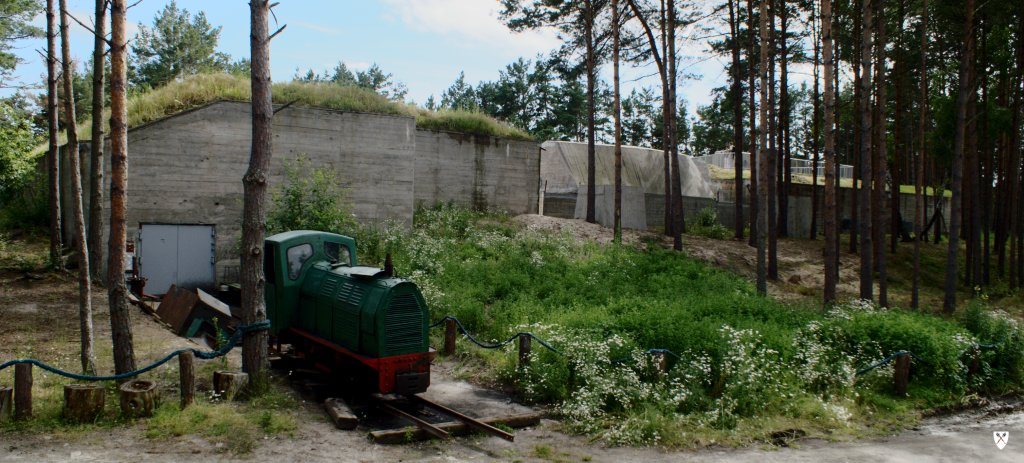
Stanowisko ogniowe baterii Schleswig-Holstein

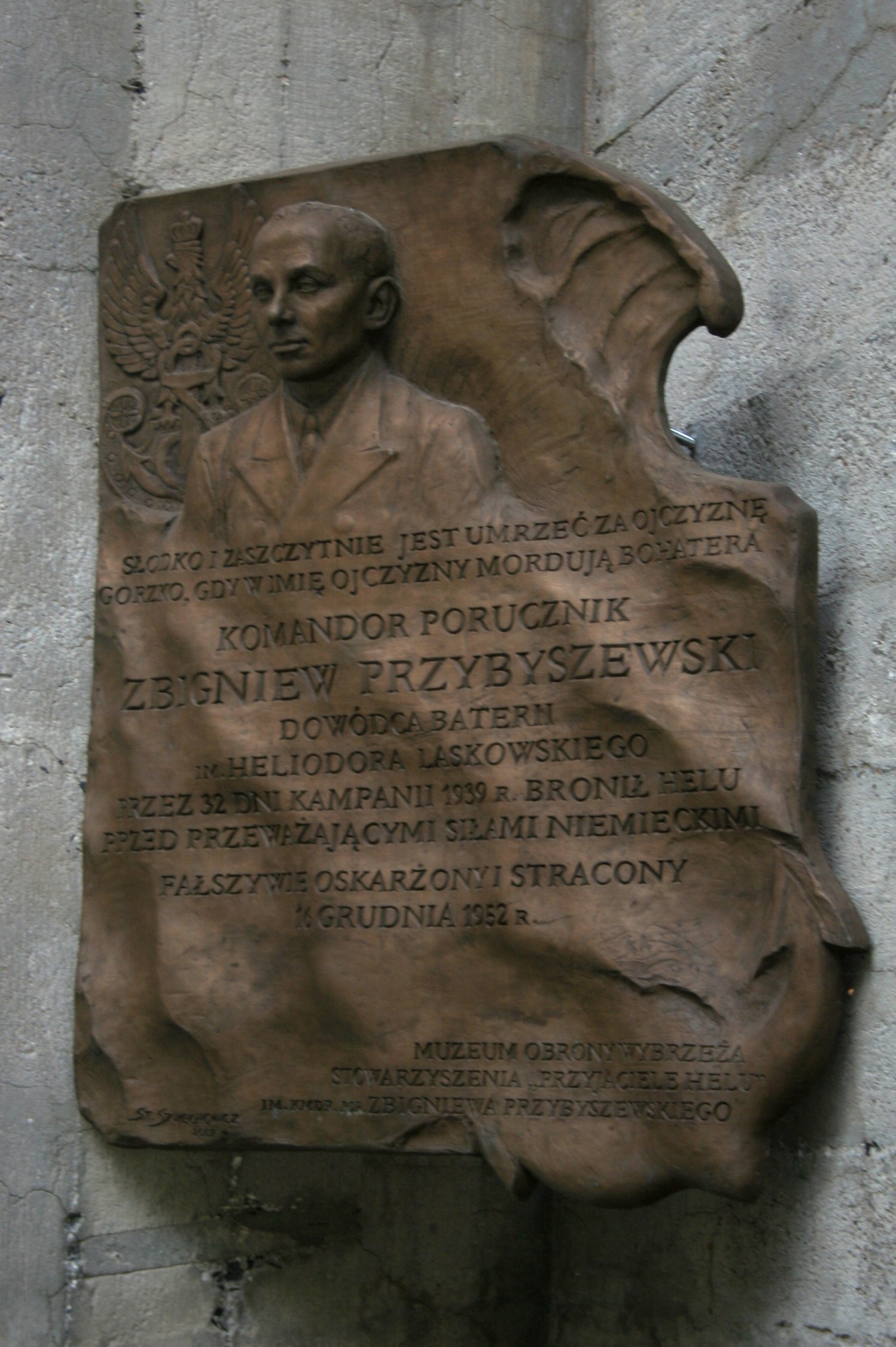
Tablica komandora Zbigniewa Przybyszewskiego

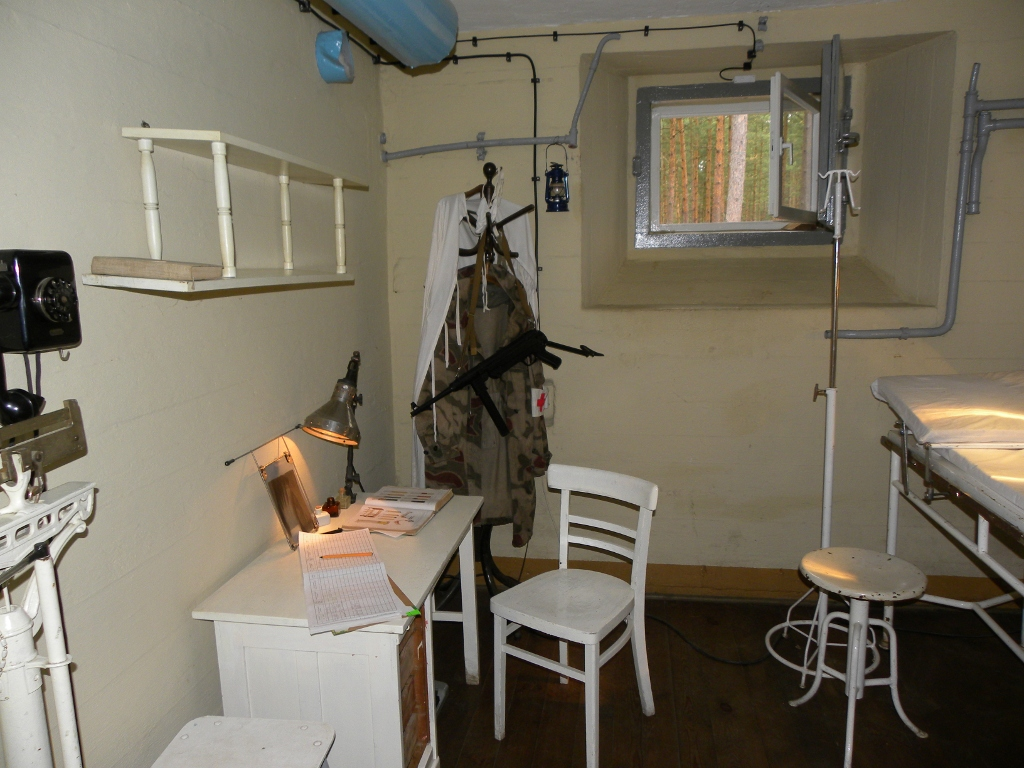
Fragment ekspozycji – gabinet lekarski

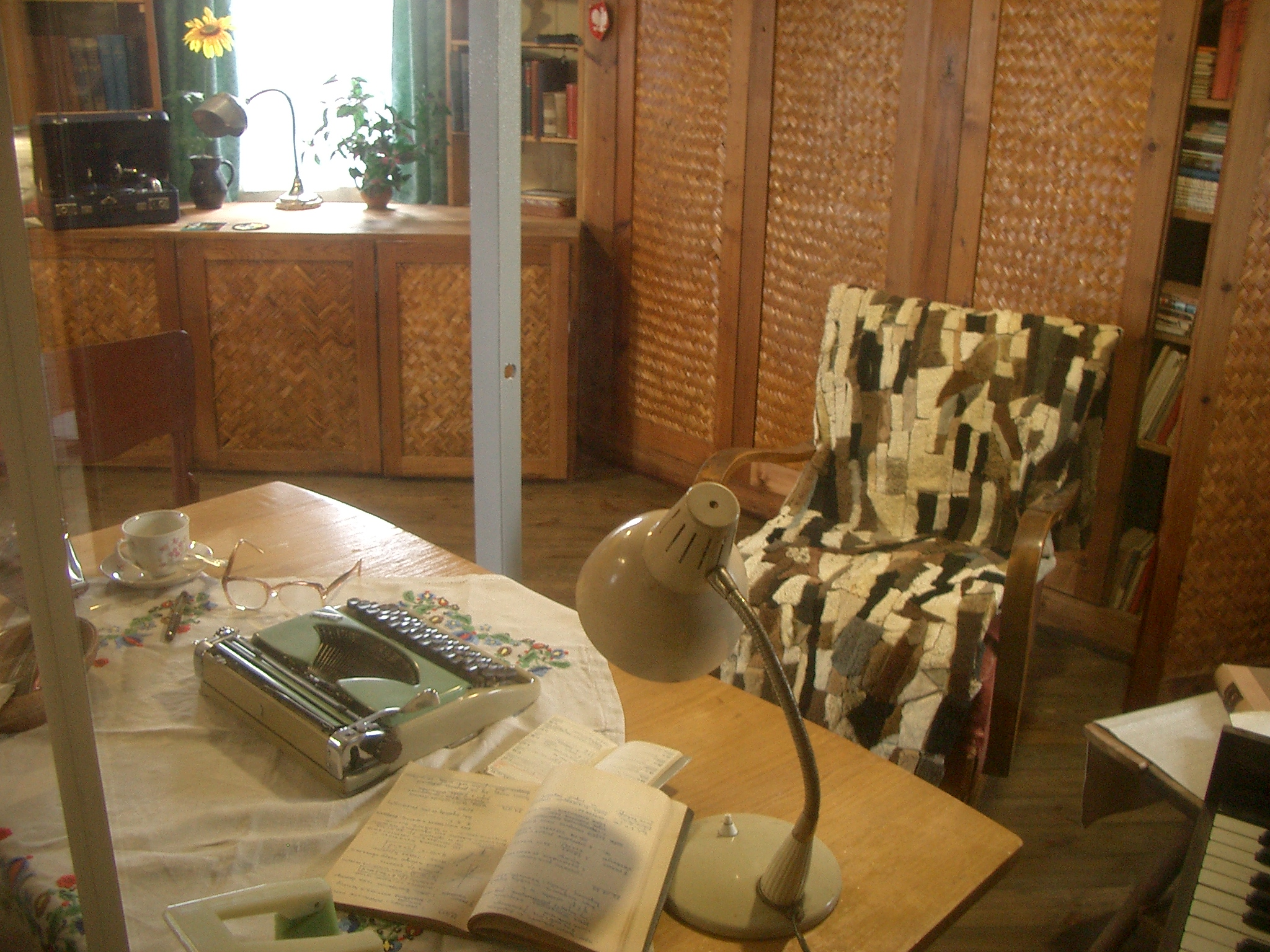
Ekspozycja MOW – „Siódme niebo” Karola Borchardta

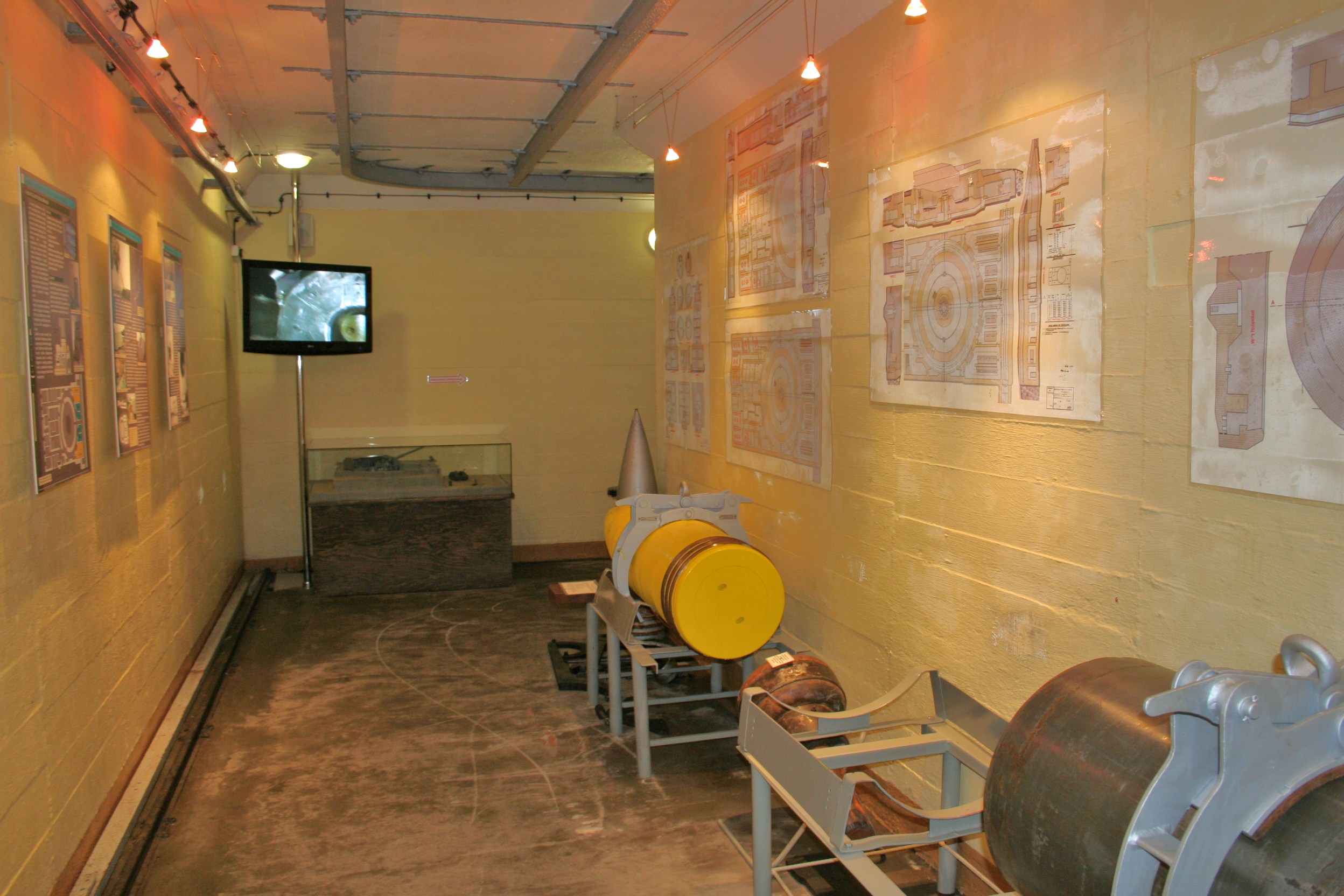
Łuska i pocisk 406 mm

Muzeum Obrony Wybrzeża – muzeum zlokalizowane w Helu, otwarte wiosną 2006 roku. 

## Historia
Muzeum powstało z inicjatywy sekcji „Zabytki Militarne” Stowarzyszenia „Przyjaciele Helu” dzięki pomocy i wsparciu burmistrza Helu i władz gminy miejskiej Hel. Regulamin muzeum zatwierdził Minister Kultury i Dziedzictwa Narodowego Bogdan Zdrojewski 27 lutego 2009 roku. 
We wnętrzach obiektów muzeum znajduje się ponad 15 stałych wystaw oraz eksponaty nawiązujące do historii militarnej Rejonu Umocnionego Hel i Marynarki Wojennej.
11 listopada 2006 roku, w święto Niepodległości Polski, zarząd Muzeum Obrony Wybrzeża podjął uchwałę o nadaniu Muzeum Obrony Wybrzeża imienia komandora Zbigniewa Przybyszewskiego, bohaterskiego obrońcy Helu, straconego niewinnie w 1952 roku w wyniku sfingowanego procesu przed stalinowskim sądem wojskowym.

## Obiekty
Muzeum Obrony Wybrzeża eksponuje swoje wystawy w kilku obiektach dawnej niemieckiej baterii artylerii nadbrzeżnej „Schleswig Holstein” oraz na odrestaurowanym własnym staraniem stanowisku nr 4 przedwojennej baterii im. Heliodora Laskowskiego.
Jednym z obiektów jest wielokondygnacyjna wieża kierowania ogniem z punktem widokowym na szczycie. Muzeum udostępniło także stanowisko ogniowe nr 2 (na tę baterię składają się trzy stanowiska ogniowe) pod armatę kalibru 406 mm. Jednopoziomowe, naziemne stanowisko ogniowe składa się z części koszarowej dla 88 marynarzy, działobitni i części amunicyjnej mieszczącej cztery podręczne magazyny – dwa magazyny pocisków i dwa magazyny ładunków miotających.
W 2008 roku Muzeum Obrony Wybrzeża w Helu otworzyło stałą wystawę poświęconą kpt. Karolowi Olgierdowi Borchardtowi wraz z jego mieszkaniem zwanym „Siódme niebo”.
1 maja 2009 roku uruchomiono kolejkę wąskotorową o szerokości toru 600 mm na odcinku od stanowiska Bruno do stanowiska Cesar, ciągniętą polską lokomotywą WLs40, używaną dawniej przez Marynarkę Wojenną. 1 maja 2013 roku uruchomiono drugi niezależny odcinek, długości 700 m, od stanowiska Cesar do dawnego magazynu amunicji – Muzeum Kolei Helskich, obsługiwany analogiczną lokomotywą.
W 2013 roku MOW otrzymało w użytkowanie ostatni z obiektów dawnej baterii 406 mm Schleswig-Holstein. W jednym z magazynów amunicyjnych tej baterii otwarto w 2013 roku nowy dział MOW nazwany Muzeum Kolei Helskich.
1 stycznia 2017 roku decyzją Zarządu Stowarzyszenia „Przyjaciele Helu” na bazie Muzeum Obrony Wybrzeża utworzono Helski Kompleks Muzealny, w którego skład wchodzą: Muzeum Helu (MH), Pracownia Konserwatorska, Muzeum Obrony Wybrzeża (MOW), Muzeum Kolei Helskich (MKH) oraz stanowisko bat. H. Laskowskiego (HL).